# Saint-Laure
Saint-Laure ist eine Gemeinde mit 694 Einwohnern (Stand: 1. Januar 2022) im zentralfranzösischen Département Puy-de-Dôme in der Region Auvergne-Rhône-Alpes. Die Gemeinde gehört zum Arrondissement Riom und zum Kanton Aigueperse (bis 2015: Kanton Ennezat).

## Lage
Saint-Laure liegt etwa 20 Kilometer nordöstlich von Clermont-Ferrand und etwa 13 Kilometer östlich von Riom in der Limagne am Bedat, der hier in den Morge mündet. Umgeben wird Saint-Laure von den Nachbargemeinden Saint-Ignat im Norden, Maringues im Osten und Nordosten, Joze im Süden und Südosten sowie Entraigues im Westen und Südwesten.

## Weblinks

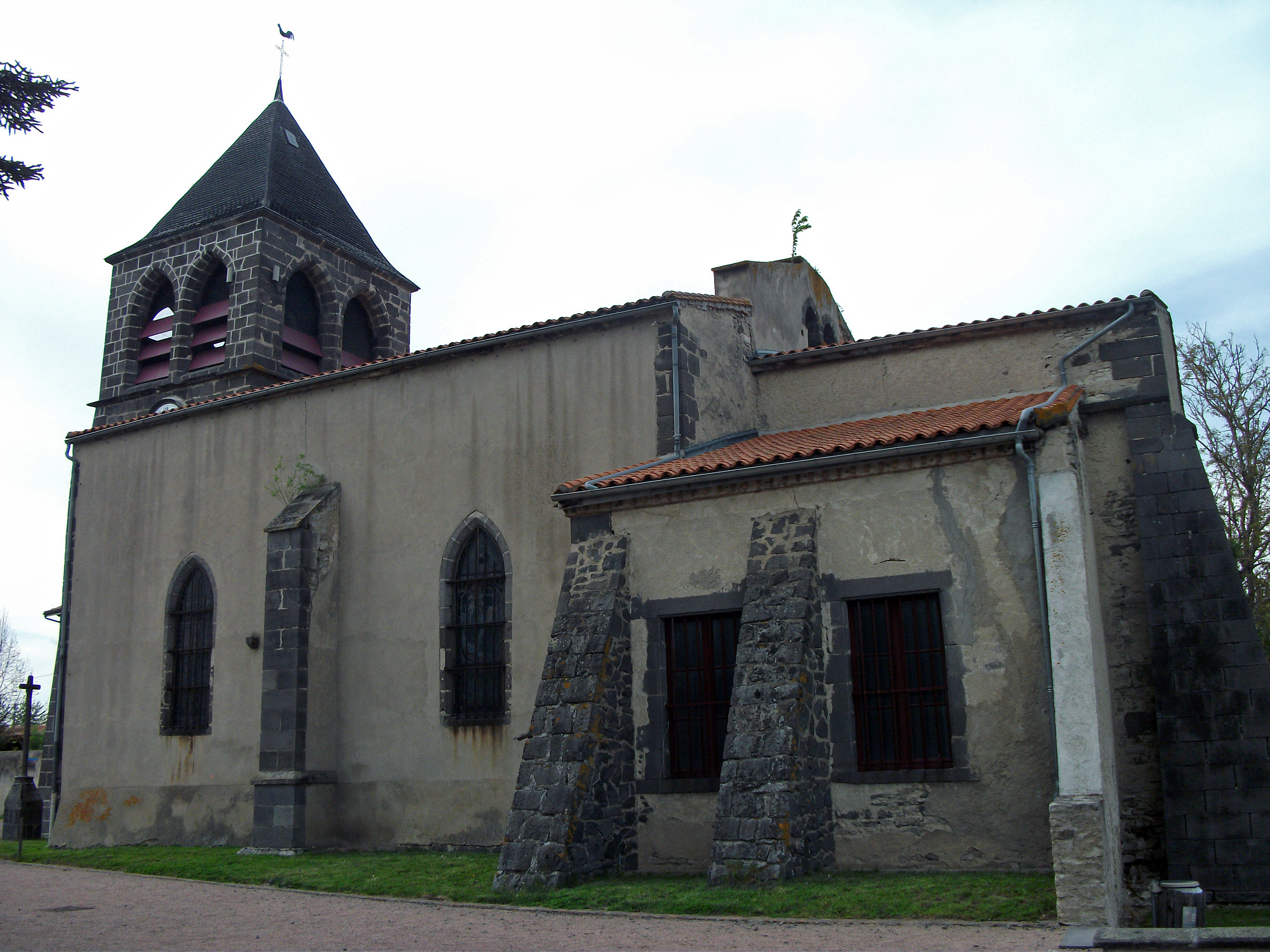
Kirche

## Bevölkerungsentwicklung
| Jahr                       | 1962 | 1968 | 1975 | 1982 | 1990 | 1999 | 2006 | 2013 |
| Einwohner                  | 250  | 212  | 221  | 269  | 295  | 358  | 423  | 633  |
| Quellen: Cassini und INSEE |      |      |      |      |      |      |      |      |

## Sehenswürdigkeiten
- Kirche
- Taubenturm (Monument historique)